# Vitaly Halberstadt
Pour les articles homonymes, voir Halberstadt (homonymie).
Vitaly Halberstadt (20 mars 1903, Odessa; 18 octobre 1967, Paris 15e) était un joueur d’échecs français, problémiste et surtout un compositeur d’études de fins de partie reconnu.

## Biographie
Vitaly Halberstadt émigra en France après la guerre civile russe et vécut à Paris jusqu'à sa mort. Sa femme mourut au début des années 1960 dans un accident de la circulation dans lequel son fils fut aussi grièvement blessé. Sa santé se détériora à tel point qu'il cessa la rédaction de problèmes et ne recommença à composer que durant les douze derniers mois de sa vie.
Halberstadt était très cultivé et avait de nombreux centres d'intérêt à côté des échecs, en particulier la philosophie, la littérature et la peinture. Il était en relation avec des personnalités des milieux intellectuels, artistiques et échiquéens français, entre autres André Chéron, Alfred Cortot, Xavier Tartakover, Eugène Znosko-Borovsky et son ami Marcel Duchamp.
Vitaly Halberstadt est enterré au cimetière de Passy.
En 1925, il partage la 1replace du 1er Championnat d'échecs de Paris avec Abraham Baratz.

## Compositions
Depuis 1924, il a rédigé plus de deux cents études dont 19 ont été incluses dans l'Album FIDE. En 1957 Halberstadt devient arbitre international pour les compositions d'échecs. En 1932 il publie avec Marcel Duchamp « L'opposition et les cases conjugées sont réconciliées », un manuel d'échecs consacré à plusieurs problèmes spéciaux de fin de partie, manuel dont Marcel Duchamp conçut la présentation et la couverture. Halberstadt est aussi l'auteur des « Curiosités tactiques des finales » (1954).
Comme André Chéron, Halberstadt préférait les études analytiques et travailla rarement dans le style romantique. Il a été rédacteur de la rubrique des études dans le magazine Thèmes-64. En 1954 il publia à Paris un recueil de ses études.
|   | a | b | c | d | e | f | g | h |   |
| 8 | Fou blanc sur case blanche g8 · Roi blanc sur case noire e7 · Roi noir sur case noire g7 · Pion blanc sur case blanche f5 · Cavalier noir sur case blanche e2 · Cavalier noir sur case noire h2 | Fou blanc sur case blanche g8 · Roi blanc sur case noire e7 · Roi noir sur case noire g7 · Pion blanc sur case blanche f5 · Cavalier noir sur case blanche e2 · Cavalier noir sur case noire h2 | Fou blanc sur case blanche g8 · Roi blanc sur case noire e7 · Roi noir sur case noire g7 · Pion blanc sur case blanche f5 · Cavalier noir sur case blanche e2 · Cavalier noir sur case noire h2 | Fou blanc sur case blanche g8 · Roi blanc sur case noire e7 · Roi noir sur case noire g7 · Pion blanc sur case blanche f5 · Cavalier noir sur case blanche e2 · Cavalier noir sur case noire h2 | Fou blanc sur case blanche g8 · Roi blanc sur case noire e7 · Roi noir sur case noire g7 · Pion blanc sur case blanche f5 · Cavalier noir sur case blanche e2 · Cavalier noir sur case noire h2 | Fou blanc sur case blanche g8 · Roi blanc sur case noire e7 · Roi noir sur case noire g7 · Pion blanc sur case blanche f5 · Cavalier noir sur case blanche e2 · Cavalier noir sur case noire h2 | Fou blanc sur case blanche g8 · Roi blanc sur case noire e7 · Roi noir sur case noire g7 · Pion blanc sur case blanche f5 · Cavalier noir sur case blanche e2 · Cavalier noir sur case noire h2 | Fou blanc sur case blanche g8 · Roi blanc sur case noire e7 · Roi noir sur case noire g7 · Pion blanc sur case blanche f5 · Cavalier noir sur case blanche e2 · Cavalier noir sur case noire h2 | 8 |
| 7 | Fou blanc sur case blanche g8 · Roi blanc sur case noire e7 · Roi noir sur case noire g7 · Pion blanc sur case blanche f5 · Cavalier noir sur case blanche e2 · Cavalier noir sur case noire h2 | Fou blanc sur case blanche g8 · Roi blanc sur case noire e7 · Roi noir sur case noire g7 · Pion blanc sur case blanche f5 · Cavalier noir sur case blanche e2 · Cavalier noir sur case noire h2 | Fou blanc sur case blanche g8 · Roi blanc sur case noire e7 · Roi noir sur case noire g7 · Pion blanc sur case blanche f5 · Cavalier noir sur case blanche e2 · Cavalier noir sur case noire h2 | Fou blanc sur case blanche g8 · Roi blanc sur case noire e7 · Roi noir sur case noire g7 · Pion blanc sur case blanche f5 · Cavalier noir sur case blanche e2 · Cavalier noir sur case noire h2 | Fou blanc sur case blanche g8 · Roi blanc sur case noire e7 · Roi noir sur case noire g7 · Pion blanc sur case blanche f5 · Cavalier noir sur case blanche e2 · Cavalier noir sur case noire h2 | Fou blanc sur case blanche g8 · Roi blanc sur case noire e7 · Roi noir sur case noire g7 · Pion blanc sur case blanche f5 · Cavalier noir sur case blanche e2 · Cavalier noir sur case noire h2 | Fou blanc sur case blanche g8 · Roi blanc sur case noire e7 · Roi noir sur case noire g7 · Pion blanc sur case blanche f5 · Cavalier noir sur case blanche e2 · Cavalier noir sur case noire h2 | Fou blanc sur case blanche g8 · Roi blanc sur case noire e7 · Roi noir sur case noire g7 · Pion blanc sur case blanche f5 · Cavalier noir sur case blanche e2 · Cavalier noir sur case noire h2 | 7 |
| 6 | Fou blanc sur case blanche g8 · Roi blanc sur case noire e7 · Roi noir sur case noire g7 · Pion blanc sur case blanche f5 · Cavalier noir sur case blanche e2 · Cavalier noir sur case noire h2 | Fou blanc sur case blanche g8 · Roi blanc sur case noire e7 · Roi noir sur case noire g7 · Pion blanc sur case blanche f5 · Cavalier noir sur case blanche e2 · Cavalier noir sur case noire h2 | Fou blanc sur case blanche g8 · Roi blanc sur case noire e7 · Roi noir sur case noire g7 · Pion blanc sur case blanche f5 · Cavalier noir sur case blanche e2 · Cavalier noir sur case noire h2 | Fou blanc sur case blanche g8 · Roi blanc sur case noire e7 · Roi noir sur case noire g7 · Pion blanc sur case blanche f5 · Cavalier noir sur case blanche e2 · Cavalier noir sur case noire h2 | Fou blanc sur case blanche g8 · Roi blanc sur case noire e7 · Roi noir sur case noire g7 · Pion blanc sur case blanche f5 · Cavalier noir sur case blanche e2 · Cavalier noir sur case noire h2 | Fou blanc sur case blanche g8 · Roi blanc sur case noire e7 · Roi noir sur case noire g7 · Pion blanc sur case blanche f5 · Cavalier noir sur case blanche e2 · Cavalier noir sur case noire h2 | Fou blanc sur case blanche g8 · Roi blanc sur case noire e7 · Roi noir sur case noire g7 · Pion blanc sur case blanche f5 · Cavalier noir sur case blanche e2 · Cavalier noir sur case noire h2 | Fou blanc sur case blanche g8 · Roi blanc sur case noire e7 · Roi noir sur case noire g7 · Pion blanc sur case blanche f5 · Cavalier noir sur case blanche e2 · Cavalier noir sur case noire h2 | 6 |
| 5 | Fou blanc sur case blanche g8 · Roi blanc sur case noire e7 · Roi noir sur case noire g7 · Pion blanc sur case blanche f5 · Cavalier noir sur case blanche e2 · Cavalier noir sur case noire h2 | Fou blanc sur case blanche g8 · Roi blanc sur case noire e7 · Roi noir sur case noire g7 · Pion blanc sur case blanche f5 · Cavalier noir sur case blanche e2 · Cavalier noir sur case noire h2 | Fou blanc sur case blanche g8 · Roi blanc sur case noire e7 · Roi noir sur case noire g7 · Pion blanc sur case blanche f5 · Cavalier noir sur case blanche e2 · Cavalier noir sur case noire h2 | Fou blanc sur case blanche g8 · Roi blanc sur case noire e7 · Roi noir sur case noire g7 · Pion blanc sur case blanche f5 · Cavalier noir sur case blanche e2 · Cavalier noir sur case noire h2 | Fou blanc sur case blanche g8 · Roi blanc sur case noire e7 · Roi noir sur case noire g7 · Pion blanc sur case blanche f5 · Cavalier noir sur case blanche e2 · Cavalier noir sur case noire h2 | Fou blanc sur case blanche g8 · Roi blanc sur case noire e7 · Roi noir sur case noire g7 · Pion blanc sur case blanche f5 · Cavalier noir sur case blanche e2 · Cavalier noir sur case noire h2 | Fou blanc sur case blanche g8 · Roi blanc sur case noire e7 · Roi noir sur case noire g7 · Pion blanc sur case blanche f5 · Cavalier noir sur case blanche e2 · Cavalier noir sur case noire h2 | Fou blanc sur case blanche g8 · Roi blanc sur case noire e7 · Roi noir sur case noire g7 · Pion blanc sur case blanche f5 · Cavalier noir sur case blanche e2 · Cavalier noir sur case noire h2 | 5 |
| 4 | Fou blanc sur case blanche g8 · Roi blanc sur case noire e7 · Roi noir sur case noire g7 · Pion blanc sur case blanche f5 · Cavalier noir sur case blanche e2 · Cavalier noir sur case noire h2 | Fou blanc sur case blanche g8 · Roi blanc sur case noire e7 · Roi noir sur case noire g7 · Pion blanc sur case blanche f5 · Cavalier noir sur case blanche e2 · Cavalier noir sur case noire h2 | Fou blanc sur case blanche g8 · Roi blanc sur case noire e7 · Roi noir sur case noire g7 · Pion blanc sur case blanche f5 · Cavalier noir sur case blanche e2 · Cavalier noir sur case noire h2 | Fou blanc sur case blanche g8 · Roi blanc sur case noire e7 · Roi noir sur case noire g7 · Pion blanc sur case blanche f5 · Cavalier noir sur case blanche e2 · Cavalier noir sur case noire h2 | Fou blanc sur case blanche g8 · Roi blanc sur case noire e7 · Roi noir sur case noire g7 · Pion blanc sur case blanche f5 · Cavalier noir sur case blanche e2 · Cavalier noir sur case noire h2 | Fou blanc sur case blanche g8 · Roi blanc sur case noire e7 · Roi noir sur case noire g7 · Pion blanc sur case blanche f5 · Cavalier noir sur case blanche e2 · Cavalier noir sur case noire h2 | Fou blanc sur case blanche g8 · Roi blanc sur case noire e7 · Roi noir sur case noire g7 · Pion blanc sur case blanche f5 · Cavalier noir sur case blanche e2 · Cavalier noir sur case noire h2 | Fou blanc sur case blanche g8 · Roi blanc sur case noire e7 · Roi noir sur case noire g7 · Pion blanc sur case blanche f5 · Cavalier noir sur case blanche e2 · Cavalier noir sur case noire h2 | 4 |
| 3 | Fou blanc sur case blanche g8 · Roi blanc sur case noire e7 · Roi noir sur case noire g7 · Pion blanc sur case blanche f5 · Cavalier noir sur case blanche e2 · Cavalier noir sur case noire h2 | Fou blanc sur case blanche g8 · Roi blanc sur case noire e7 · Roi noir sur case noire g7 · Pion blanc sur case blanche f5 · Cavalier noir sur case blanche e2 · Cavalier noir sur case noire h2 | Fou blanc sur case blanche g8 · Roi blanc sur case noire e7 · Roi noir sur case noire g7 · Pion blanc sur case blanche f5 · Cavalier noir sur case blanche e2 · Cavalier noir sur case noire h2 | Fou blanc sur case blanche g8 · Roi blanc sur case noire e7 · Roi noir sur case noire g7 · Pion blanc sur case blanche f5 · Cavalier noir sur case blanche e2 · Cavalier noir sur case noire h2 | Fou blanc sur case blanche g8 · Roi blanc sur case noire e7 · Roi noir sur case noire g7 · Pion blanc sur case blanche f5 · Cavalier noir sur case blanche e2 · Cavalier noir sur case noire h2 | Fou blanc sur case blanche g8 · Roi blanc sur case noire e7 · Roi noir sur case noire g7 · Pion blanc sur case blanche f5 · Cavalier noir sur case blanche e2 · Cavalier noir sur case noire h2 | Fou blanc sur case blanche g8 · Roi blanc sur case noire e7 · Roi noir sur case noire g7 · Pion blanc sur case blanche f5 · Cavalier noir sur case blanche e2 · Cavalier noir sur case noire h2 | Fou blanc sur case blanche g8 · Roi blanc sur case noire e7 · Roi noir sur case noire g7 · Pion blanc sur case blanche f5 · Cavalier noir sur case blanche e2 · Cavalier noir sur case noire h2 | 3 |
| 2 | Fou blanc sur case blanche g8 · Roi blanc sur case noire e7 · Roi noir sur case noire g7 · Pion blanc sur case blanche f5 · Cavalier noir sur case blanche e2 · Cavalier noir sur case noire h2 | Fou blanc sur case blanche g8 · Roi blanc sur case noire e7 · Roi noir sur case noire g7 · Pion blanc sur case blanche f5 · Cavalier noir sur case blanche e2 · Cavalier noir sur case noire h2 | Fou blanc sur case blanche g8 · Roi blanc sur case noire e7 · Roi noir sur case noire g7 · Pion blanc sur case blanche f5 · Cavalier noir sur case blanche e2 · Cavalier noir sur case noire h2 | Fou blanc sur case blanche g8 · Roi blanc sur case noire e7 · Roi noir sur case noire g7 · Pion blanc sur case blanche f5 · Cavalier noir sur case blanche e2 · Cavalier noir sur case noire h2 | Fou blanc sur case blanche g8 · Roi blanc sur case noire e7 · Roi noir sur case noire g7 · Pion blanc sur case blanche f5 · Cavalier noir sur case blanche e2 · Cavalier noir sur case noire h2 | Fou blanc sur case blanche g8 · Roi blanc sur case noire e7 · Roi noir sur case noire g7 · Pion blanc sur case blanche f5 · Cavalier noir sur case blanche e2 · Cavalier noir sur case noire h2 | Fou blanc sur case blanche g8 · Roi blanc sur case noire e7 · Roi noir sur case noire g7 · Pion blanc sur case blanche f5 · Cavalier noir sur case blanche e2 · Cavalier noir sur case noire h2 | Fou blanc sur case blanche g8 · Roi blanc sur case noire e7 · Roi noir sur case noire g7 · Pion blanc sur case blanche f5 · Cavalier noir sur case blanche e2 · Cavalier noir sur case noire h2 | 2 |
| 1 | Fou blanc sur case blanche g8 · Roi blanc sur case noire e7 · Roi noir sur case noire g7 · Pion blanc sur case blanche f5 · Cavalier noir sur case blanche e2 · Cavalier noir sur case noire h2 | Fou blanc sur case blanche g8 · Roi blanc sur case noire e7 · Roi noir sur case noire g7 · Pion blanc sur case blanche f5 · Cavalier noir sur case blanche e2 · Cavalier noir sur case noire h2 | Fou blanc sur case blanche g8 · Roi blanc sur case noire e7 · Roi noir sur case noire g7 · Pion blanc sur case blanche f5 · Cavalier noir sur case blanche e2 · Cavalier noir sur case noire h2 | Fou blanc sur case blanche g8 · Roi blanc sur case noire e7 · Roi noir sur case noire g7 · Pion blanc sur case blanche f5 · Cavalier noir sur case blanche e2 · Cavalier noir sur case noire h2 | Fou blanc sur case blanche g8 · Roi blanc sur case noire e7 · Roi noir sur case noire g7 · Pion blanc sur case blanche f5 · Cavalier noir sur case blanche e2 · Cavalier noir sur case noire h2 | Fou blanc sur case blanche g8 · Roi blanc sur case noire e7 · Roi noir sur case noire g7 · Pion blanc sur case blanche f5 · Cavalier noir sur case blanche e2 · Cavalier noir sur case noire h2 | Fou blanc sur case blanche g8 · Roi blanc sur case noire e7 · Roi noir sur case noire g7 · Pion blanc sur case blanche f5 · Cavalier noir sur case blanche e2 · Cavalier noir sur case noire h2 | Fou blanc sur case blanche g8 · Roi blanc sur case noire e7 · Roi noir sur case noire g7 · Pion blanc sur case blanche f5 · Cavalier noir sur case blanche e2 · Cavalier noir sur case noire h2 | 1 |
|   | a | b | c | d | e | f | g | h |   |

Solution:

1.f5-f6+ Rg7-h8!

2.Fg8-d5! Ce2-d4

3.Fd5-e4 Ch2-g4

4.f6-f7 Ch4-f5+!

5.Fe4xf5 Cg4-h6 

6.f7-f8T+! et gagne

ou

2. ... Ce2-f4

3.Fd5-e4 Ch2-g4

4.f6-f7 Cf4-g6+!

5.Fe4xg6 Cg4-h6

6.f7-f8F!! et gagne

6.f8D+? Cg8+ mène au pat. La variante 6.f8T+? 6...Rg7 7.Fc2 Cg8+ 8.Re8 Cf6+ échoue et donne échec perpétuel.